# European Stroke Conference
Die  European Stroke Conference (ESC) ist eine internationale, wissenschaftliche Schlaganfall-Konferenz.

## Geschichte
1990 gründeten  Michael Hennerici (Deutschland) und Julien Bogousslavky (Schweiz) die ESC. Bis zu diesem Zeitpunkt gab es nur die Nordamerikanische Konferenz für klinische Forscher, Grundlagenforscher und für Wissenschaftler, die sich wissenschaftlich und klinisch mit dem Schlaganfall auseinandersetzen.
Die erste ESC fand 1990 in Düsseldorf statt. Nach weiteren Konferenzen 1992 in Lausanne und 1994 in Stockholm mit steigenden Teilnehmerzahlen wurde ab 1995 Bordeaux die European Stroke Conference jährlich abgehalten.
Die ESC gibt das Journal Cerebrovascular Diseases heraus. Seit 2005 wird jährlich Der Johann Jacob Wepfer Award an einen herausragenden Wissenschaftler auf dem Gebiet der Schlaganfallforschung von der European Stroke Conference verliehen.

## Preisträger
- 2005 J.-C. Baron, Großbritannien
- 2006 M. Kaste, Finnland
- 2007 C. P. Warlow, Großbritannien
- 2008 M.-G. Bousser, Frankreich
- 2009 J. P. Mohr, USA
- 2010 J. van Gijn, Niederlande
- 2011 W.D. Heiss, Germany
- 2012 L. Caplan, USA

## Tagungsorte
- 1990 Düsseldorf, Deutschland
- 1992 Lausanne, Schweiz
- 1994 Stockholm, Schweden
- 1995 Bordeaux, Frankreich
- 1996 München, Deutschland
- 1997 Amsterdam, Niederlande
- 1998 Edinburgh, Großbritannien
- 1999 Venedig, Italien
- 2000 Wien, Österreich
- 2001 Lissabon, Portugal
- 2002 Genf, Schweiz
- 2003 Valencia, Spanien
- 2004 Mannheim, Deutschland
- 2005 Bologna, Italien
- 2006 Brüssel, Belgien
- 2007 Glasgow, Großbritannien
- 2008 Nizza, Frankreich
- 2009 Stockholm, Schweden
- 2010 Barcelona, Spanien
- 2011 Hamburg, Deutschland
- 2012 Lissabon, Portugal
- 2013 London, United Kingdom
- 2014 Nice, France